# Albizia angolensis
Albizia angolensis är en ärtväxtart som beskrevs av Friedrich Welwitsch. Albizia angolensis ingår i släktet Albizia och familjen ärtväxter. Inga underarter finns listade i Catalogue of Life.